# Ola Brown
Olamide Brown, née Orekunrin, est une femme médecin britannico-nigériane et directrice générale de Flying Doctors Nigeria (en) (« Médecins Volants du Nigeria »), un organisme de bienfaisance basé à Lagos, au Nigeria,.

## Biographie

### Enfance et éducation
Ola Orekunrin est née à Londres, en Angleterre et grandit sous la garde de parents d'accueil à Lowestoft. Son prénom « Ola » signifie « Richesse » en Yoruba. Elle est diplômée de la Hull York Medical School (en) à l'âge de 21 ans, devenant l'une des plus jeunes médecins au Royaume-Uni.

### Carrière médicale
Après l'obtention du diplôme, elle travaille pendant dix ans avec le National Health Service du Royaume-Uni. En tant que pilote d'hélicoptère avec une formation spécialisée en médecine aéronautique, elle lance le premier service d'aide médicale urgente aérien à Lagos, au Nigeria : « Flying Doctors Nigeria Ltd ». Elle crée l'organisme de bienfaisance après la perte de sa sœur dans des circonstances difficiles et pour apaiser les problèmes de services médicaux d'urgence au Nigeria. L'organisme est créé en 2007 et elle en est  la directrice,,. Elle est membre de l'Académie Américaine des Chirurgiens Esthétiques et de la British Medical Association. Elle est classée parmi les jeunes cheffes de file au niveau mondial par le Forum Économique Mondial en 2013,,. Mariée à David Brown, Ola Brown donne également des conférences sur l'entrepreneuriat à l'Institut de Technologie du Massachusetts.